# خوسيه رودريغيز (سياسي)
خوسيه رودريغيز (بالإسبانية: Elías Rodríguez Zavaleta)‏ هو سياسي بيروفي، ولد في 22 يوليو 1974 في بيرو. حزبياً، نشط في التحالف الثوري الشعبي الأمريكي. وقد انتخب عضو مجلس الشيوخ البيروفي ‏.
1. ↑   https://infogob.jne.gob.pe/Politico/FichaPolitico/elias-nicolas-rodriguez-zavaleta_historial-partidario_XYe4aQH9814=eQ. اطلع عليه بتاريخ 2023-12-23. {{استشهاد ويب}}: |url= بحاجة لعنوان (مساعدة) والوسيط |title= غير موجود أو فارغ (من ويكي بيانات) (مساعدة)